# Kunhuta Štaufská
Kunhuta Štaufská nebo také Švábská (1200?– 13. září 1248, Praha) byla manželkou Václava I. a českou královnou v letech 1230–1248.

## Rodina

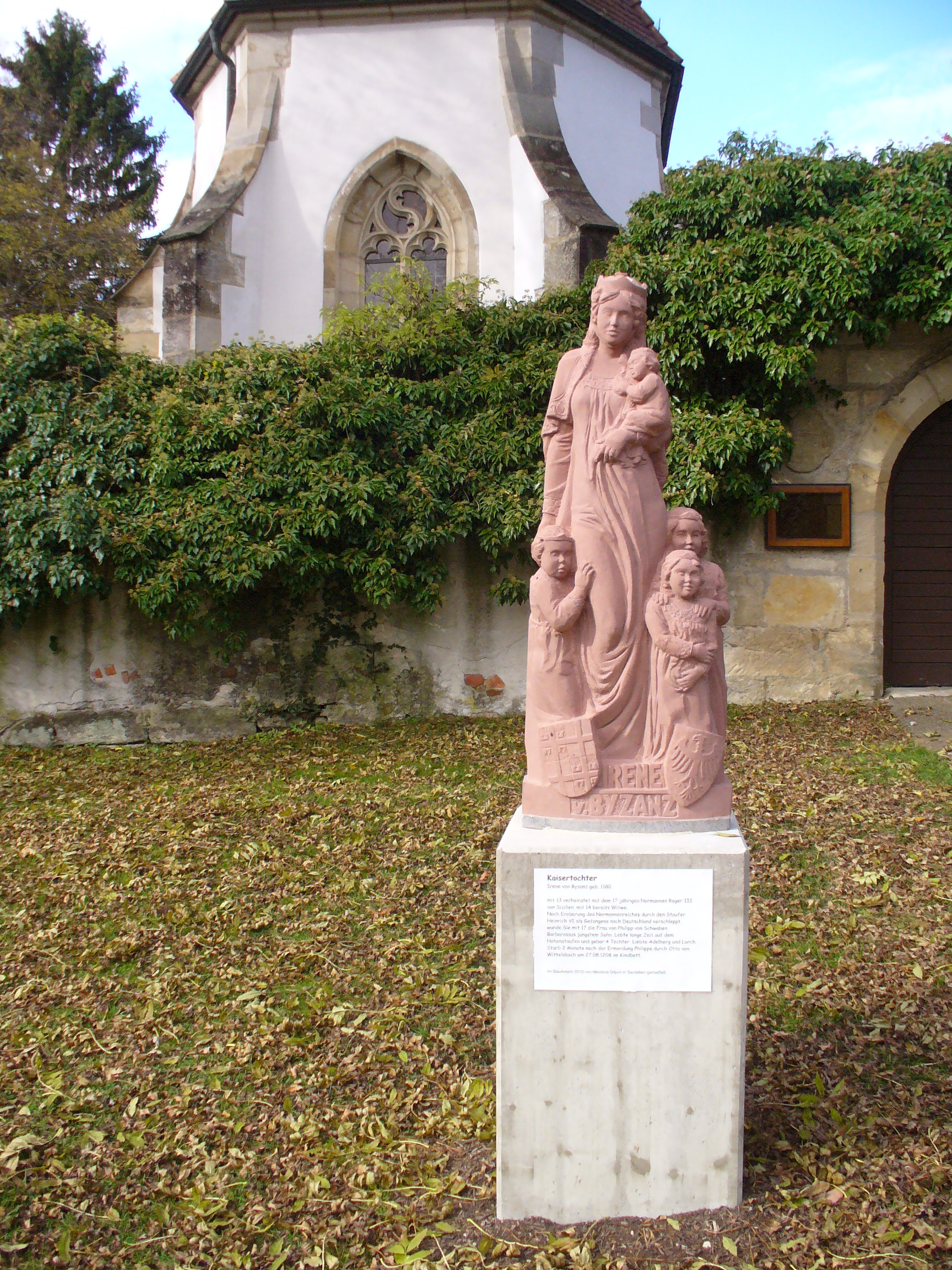
Kaisertochter Irene von Byzanz. Pomník z roku 2010 připomínající byzantskou princeznu a římskoněmeckou královnu Irenu Angelovnu s jejími čtyřmi dcerami (Kunhuta byla druhá či třetí)

Kunhuta byla dcerou římskoněmeckého krále Filipa Švábského a jeho manželky, byzantské princezny Ireny (Marie). Ze strany otce pocházela z římskoněmeckého císařského rodu Štaufů a byla vnučkou císaře Fridricha Barbarossy. Z matčiny strany byl jejím dědem byzantský císař Izák II. Angelos z rodu Angelovců. Z šesti dětí Filipa Švábského a Ireny přežily otce čtyři dcery, které se všechny provdaly do předních evropských panovnických rodů. Nejstarší z nich Beatrix (1198–1212) se několik měsíců před svou smrtí stala manželkou otcova soupeře o římskoněmecký trůn Oty IV. Druhou nejstarší (možná však až třetí – data narození nejsou jistá) dcerou byla Kunhuta zaslíbená příslušníkovi dynastie Přemyslovců. Další sestra Marie (1201–1235) se vdala za brabantského vévodu Jindřicha II.; nejmladší Alžběta za Ferdinanda III. Kastilského.

## Sňatek s Václavem I. a jejich potomci
V roce 1203 byla otcem zasnoubena s Otou III. z Wittelsbachu a Ota ho podporoval ve válce s Heřmanem I. Durynským v letech 1204 a 1205. Filip ovšem dohodu nedodržel a v roce 1207 svoji pětiletou dceru Kunhutu zasnoubil s dvouletým synem českého krále Přemysla Otakara I. Václavem. Filip Švábský dokonce zabránil Otovi Bavorskému v uzavření nového sňatku s Gertrudou, dcerou slezského knížete Jindřicha I. Bradatého a Hedviky Meranské, což se mu zřejmě stalo osudným. Výbušný Ota se zúčastnil sjezdu knížat a svatby Filipovy neteře Beatrix v Bamberku a zde ho v roce 1208 zavraždil.
Těhotná královna vdova Irena se uchýlila na hrad Hohenštauf, kde se jí narodila pátá dcera. Obě však zemřely brzy poté. Čtyři osiřelá děvčátka nějaký čas strávila v klášteře. Druhorozená Kunhuta se brzy vydala na pražský dvůr za snoubencem. Svatba se konala roku 1224. Václav měl jako věno získat území ve Švábsku, ale náhradou místo něj přijal v roce 1235 od císaře Fridricha II. 10 000 hřiven stříbra. 6. února 1228, ještě za života Přemysla Otakara I., byla Kunhuta společně s Václavem korunována českou královnou.
| „ | Král Václav byl se svou manželkou, královnou Kunhutou, pomazán v kostele pražském od ctihodného arcibiskupa mohučského Siegfrieda v neděli, kdy se zpívá Esto mihi. | “ |

Nedlouho po svatbě se narodil dědic trůnu Vladislav, poté následoval další syn Přemysl. Kromě dvou synů měl královský pár ještě tři dcery: z nich se Božena/Beatrix stala braniborskou a Anežka míšeňskou markraběnkou. Nejsou žádné zprávy o tom, že by se mezi Vladislavem a Přemyslem narodila některá z nich, nemusí být ovšem nutně pravdivý předpoklad, že Přemysl byl nejmladší potomek. Právě synové Václava a Kunhuty byli jedinou nadějí na pokračování přemyslovského rodu, když v roce 1239 zemřel moravský markrabě Přemysl, aniž zanechal dědice.

## Česká královna
Ve veřejných záležitostech se s Kunhutou téměř nesetkáváme. Rozmach německého umění a rytířské kultury na pražském dvoře je nejspíše její zásluha. O jejím manželství s Václavem není příliš zpráv, zdá se, že větší vliv než jeho manželka měly na Václava jeho matka Konstancie Uherská a sestra Anežka. Královna většinou žila obklopena svými německými přáteli. Společně s manželem roku 1234 založila na Žitavsku ženský cisterciácký klášter Marienthal.
Kunhuta se snad zapojovala i do sňatkové politiky svých dětí, svatby prince Vladislava s Gertrudou, neteří rakouského vévody Fridricha II. Bojovného, a princezny Boženy (Beatrix) s Otou Braniborským. Sňatkem Beatrix tak bylo zajištěno spojenectví Přemyslovců s braniborskými Askánci.
Smrt prvorozeného syna Vladislava v roce 1247 nesla královna zřejmě lépe než její manžel. Přesto syna na onen svět brzy následovala. Václav a nyní již jeho jediný dědic Přemysl k sobě nenašli cestu a královna je už nestačila usmířit. Kunhuta Štaufská zemřela 13. září 1248, uprostřed bojů manžela a syna o moc. Ani jeden z nich se nezúčastnil jejího pohřbu. Pohřbená je v Anežském klášteře.
V poslední době se stala jednou z postav historického románu Dítě z Apulie od spisovatelky Ludmily Vaňkové.

## Potomci
- Vladislav Český (1227–1247)

∞ 1246 Gertruda Babenberská
- Přemysl Otakar II. (1233?–1278)

∞ 1252 Markéta Babenberská
∞ 1261 Kunhuta Uherská
- Božena Česká

∞ 1243 Ota III. Braniborský
- Anežka Přemyslovna († 1268)

∞ Jindřich Jasný
- dcera († před 1248)